# لويس شافاريا
لويس شافاريا (بالإسبانية: Luis Chavarría)‏ هو لاعب كرة قدم ومدرب كرة قدم تشيلي في مركز الدفاع، ولد في 26 مارس 1970 في مونتي أغيلا في تشيلي. شارك مع منتخب تشيلي لكرة القدم. أما مع النوادي، فقد لعب مع أرتورو فرنانديز فيال ونادي أونيفرسيداد دي تشيلي وهواتشيباتو.

## وصلات خارجية
- لويس شافاريا على موقع الاتحاد الدولي (مؤرشف)  (الإنجليزية)
- لويس شافاريا على موقع قاعدة بيانات كرة القدم.إي يو (الإنجليزية)
- لويس شافاريا على موقع ناشيونال فوتبول تيمز (الإنجليزية)
- لويس شافاريا على موقع عالم كرة القدم.نت (الإنجليزية)